# Тушиг
Тушиг (монг.: Түшиг) – сомон Селенгійського аймаку, Монголія. Територія 2,4 тис. км кв., населення 1,6 тис. чол.. Центр – селище Зелтер розташований на відстані 129 км. від Сухе-Батора та 410 км від Улан-Батора.

## Рельєф
Вздовж кордону тягнеться хребет Зед (1800 м), на півдні хребет Бутеел (1543 м), у центральній частині долина річки Зелтер та її притоки.

## Клімат
Середня температура січня -24 градуси, липня + 13 градусів, протягом року у середньому випадає 280-370 мм. опадів.

## Тваринний світ
Водяться вовки, лисиці, зайці, аргалі, ведмеді, манули, олені, вивірки, лосі, кабани, тарбагани.

## Соціальна сфера
Сфера обслуговування, землеробство, туристичні бази, школа, лікарні, майстерні.